# Kaulakau
Kaulakau va ser un quartet de folk-jazz o jazz-fusió català que va estar actiu entre el 2006 i el 2015. Va ser integrat per Marc Egea (viola de roda), Jordi Molina (tenora), Franco Molinari (contrabaix) i Enric Canada (bateria). El 2012 en Vasco Trilla va substituir l'Enric Canada a la bateria. Durant la darrera etapa, s'integrà el saxofonista de jazz Miguel Fernández substituint en Jordi Molina. El grup va actuar en importants festivals de jazz i de world music de tot Catalunya, l'Estat espanyol i de la resta del món (Moldàvia, Romania, Itàlia, Rússia, Mèxic, Guatemala, França entre d'altres.). Els integrants del grup provenien de diferents escenes musicals com el folk, la música clàssica, el jazz, el rock o la música experimental. Van començar a treballar junts sense la intenció de barrejar l'estil de cada membre. Segons ells mateixos, el resultat estava entre el folk i el jazz. El darrer concert de la formació va ser a la Plaça Sant Jaume de Barcelona, el setembre del 2015, durant les Festes de la Mercè, amb tots els seus integrants (excepte l'Enric Canada) i amb la Cobla Sant Jordi Ciutat de Barcelona.

## Discografia
- 2008: Bernoiver. Discmedi.[3]
- 2010: In Fabula. Discmedi.[4]
- 2013: Mare Uut (amb KAULAKAU + COBLA SANT JORDI). Discmedi.[5] Premi Enderrock al millor disc de folk el 2011.[6]
- 2014: Homo Kaulakensis (amb KAULAKAU). Discordian Records.[7]